# Radicaal 150
Van de in totaal 214 Kangxi-radicalen heeft radicaal 150 de betekenis vallei. Het is een van de twintig radicalen die bestaat uit zeven strepen.
In het Kangxi-woordenboek zijn er 54 karakters die dit radicaal gebruiken.

## Karakters met het radicaal 150

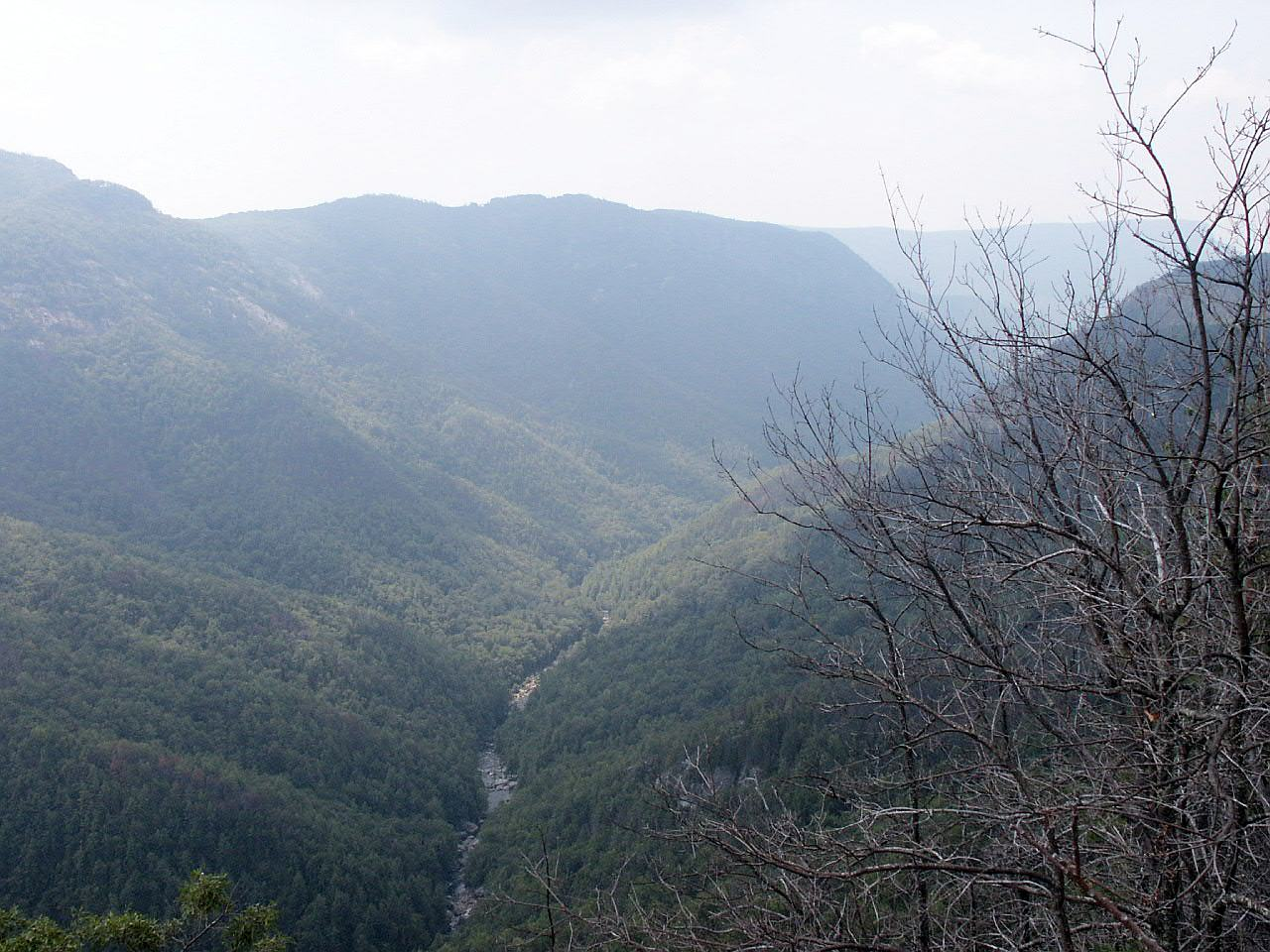
Een dal of een vallei.

| Strepen | Karakter |
| ------- | -------- |
| + 0     | 谷       |
| + 3     | 谸       |
| + 4     | 谹 谺 谻 |
| + 6     | 谼       |
| + 7     | 谽       |
| + 8     | 谾       |
| + 10    | 谿 豀 豁 |
| + 11    | 豂       |
| + 12    | 豃       |
| + 15    | 豄       |
| + 16    | 豄       |

Orakelbotkarakter
Bronskarakter
Groot zegelkarakter
Klein zegelkarakter